# Jules Baetes
Jules Baetes né le 6 octobre 1861 à Anvers où il est mort le 3 octobre 1937, est un médailleur-sculpteur, affichiste, graveur et designer belge, fondateur du cercle artistique De Scalden.

## Biographie
Jules Jacques François Baetes, né le 6 octobre 1861, est le fils du médailleur François-Ignace Baetes (1826-1890) et de Marie Stevens.
Il fait des études à l'Académie royale des beaux-arts d'Anvers avec pour professeurs Thomas Vinçotte et Joseph Geefs, entre autres. En 1889, il devient le fondateur et premier président du cercle d'art anversois De Scalden, investit dans la scénographie et les costumes de fêtes de carnaval et de théâtre amateur puis dans de nombreuses expositions mêlant beaux-arts, arts décoratifs et arts appliqués, et qui a compté plus de 120 membres jusqu'en 1914,.
Baetes est très actif sur la scène artistique anversoise. Il fait également partie de « De Kunst in het Openbaar Leven », du Cercle Rubens, et de « Kunst en Kennis » (basé à Gand). 
Concepteur et collectionneur d'affiches lithographiées, Baetes participe à des commémorations festives et historiques comme le Landjuweel de 1892 ou le cycle « Anvers dans l'Histoire » en 1930. Cette année-là, il fait don au musée Vleeshuis d'Anvers de 740 affiches.
En 1894, il fait partie de la commission artistique de l'exposition universelle d'Anvers, produisant des médailles et concevant des motifs, des scénographies monumentales et des affiches.
Durant la Première Guerre mondiale, face à l'invasion de son pays, il est parmi les artistes réfugiés aux Pays-Bas.
Il a été l'éditeur d'un certain nombre d'ouvrages illustrés comme le Jaarboek van de Scalden (1896-1914), l‘Antwerpen's Almanak, le Onze Vlaamsche schilderschoolle (1901-1902), et le Guide-souvenir d'Anvers (1911). 
Avec l'architecte Emiel Van Averbeke et le sculpteur ornemental Jan Kerckx, il a conçu un monument commémorant la fondation du Congo belge.
Il était conservateur adjoint du musée Het Steen.
Il lègue toutes ses archives à l'université d'Anvers, transférées à la Maison des lettres.

## Distinctions

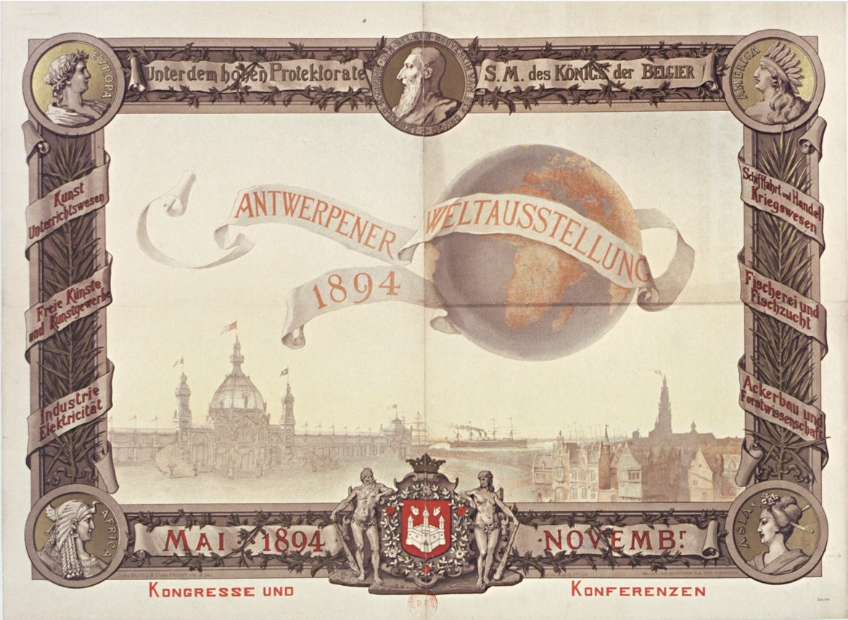
Affiche lithographiée pour la Antwerpener Weltausstellung (1894).

- Chevalier de l'ordre de la Couronne